# Antonio Daniels
Antonio Robert Daniels, conhecido simplesmente como Antonio Daniels (Columbus, Ohio, 19 de março de 1975) é um ex-jogador de basquetebol profissional norte-americano que atuou durante treze temporadas na National Basketball Association (NBA).

## Carreira
Passou por diversos clubes da National Basketball Association, entre outros, San Antonio Spurs (1998-2002) aonde conquistou o título da NBA em 1999, Washington Wizards (2005-2008) e Seattle SuperSonics (2003-2005). Daniels se aposentou em 2011 quando então jogava pelo Texas Legends na NBA Development League (D-League).

## Estatísticas na NBA

### Temporada regular
| Ano     | Equipe       | PJ  | PT  | MPP  | %TC  | %3P  | %TL   | RPP | APP | ROB | TPP | PPP  |
| ------- | ------------ | --- | --- | ---- | ---- | ---- | ----- | --- | --- | --- | --- | ---- |
| 1997-98 | Vancouver    | 74  | 50  | 26.4 | .416 | .212 | .659  | 1.9 | 4.5 | .7  | .1  | 7.8  |
| 1998-99 | San Antonio  | 47  | 0   | 13.1 | .454 | .294 | .754  | 1.1 | 2.3 | .6  | .1  | 4.7  |
| 1999-00 | San Antonio  | 68  | 1   | 17.6 | .474 | .333 | .713  | 1.3 | 2.6 | .8  | .1  | 6.2  |
| 2000-01 | San Antonio  | 79  | 23  | 26.1 | .468 | .404 | .776  | 2.1 | 3.8 | .8  | .2  | 9.4  |
| 2001-02 | San Antonio  | 82  | 13  | 26.5 | .440 | .291 | .752  | 2.1 | 2.8 | .6  | .2  | 9.2  |
| 2002-03 | Portland     | 67  | 2   | 13.0 | .452 | .305 | .855  | 1.1 | 1.3 | .5  | .1  | 3.7  |
| 2003-04 | Seattle      | 71  | 32  | 21.3 | .470 | .362 | .842  | 2.0 | 4.2 | .6  | .1  | 8.0  |
| 2004-05 | Seattle      | 75  | 2   | 27.0 | .438 | .297 | .816  | 2.3 | 4.1 | .7  | .0  | 11.2 |
| 2005-06 | Washington   | 80  | 17  | 28.5 | .418 | .228 | .845  | 2.2 | 3.6 | .6  | .1  | 9.6  |
| 2006-07 | Washington   | 80  | 8   | 22.0 | .442 | .302 | .832  | 1.9 | 3.6 | .5  | .1  | 7.1  |
| 2007-08 | Washington   | 71  | 63  | 30.4 | .459 | .230 | .776  | 2.9 | 4.8 | 1.0 | .0  | 8.4  |
| 2008-09 | Washington   | 13  | 5   | 22.2 | .400 | .455 | .758  | 1.7 | 3.6 | .5  | .0  | 5.1  |
| 2008-09 | New Orleans  | 61  | 4   | 12.0 | .424 | .347 | .821  | .9  | 2.1 | .3  | .0  | 3.8  |
| 2010-11 | Philadelphia | 4   | 0   | 8.8  | .400 | .000 | 1.000 | 1.3 | .5  | .0  | .0  | 1.5  |
| Total   | Total        | 872 | 220 | 22.6 | .444 | .311 | .793  | 1.8 | 3.4 | .6  | .1  | 7.6  |

### Playoffs
| Ano   | Equipe      | PJ | PT | MPP  | %TC  | %3P  | %TL  | RPP | APP  | ROB | TPP | PPP  |
| ----- | ----------- | -- | -- | ---- | ---- | ---- | ---- | --- | ---- | --- | --- | ---- |
| 1999  | San Antonio | 15 | 0  | 7.1  | .429 | .667 | .833 | .7  | 1.1  | .3  | .0  | 1.8  |
| 2000  | San Antonio | 4  | 0  | 20.5 | .391 | .250 | .692 | 2.5 | 1.5  | 1.8 | .0  | 7.3  |
| 2001  | San Antonio | 13 | 8  | 31.2 | .481 | .370 | .943 | 2.0 | 2.9  | .5  | .1  | 13.5 |
| 2002  | San Antonio | 10 | 0  | 22.4 | .455 | .375 | .864 | 2.7 | 1.5  | .7  | .3  | 9.5  |
| 2003  | Portland    | 6  | 1  | 16.3 | .474 | .600 | .500 | 1.3 | 2.0  | .2  | .2  | 3.7  |
| 2005  | Seattle     | 11 | 3  | 30.1 | .468 | .286 | .857 | 2.8 | 4.5  | 1.0 | .0  | 13.8 |
| 2006  | Washington  | 6  | 0  | 36.0 | .538 | .273 | .909 | 2.8 | 3.3  | .5  | .2  | 13.2 |
| 2007  | Washington  | 4  | 4  | 44.0 | .447 | .200 | .857 | 4.5 | 11.8 | 1.2 | .2  | 13.3 |
| 2008  | Washington  | 6  | 4  | 25.7 | .452 | .250 | .882 | 2.3 | 3.0  | .3  | .3  | 7.3  |
| 2009  | New Orleans | 5  | 0  | 12.8 | .154 | .250 | .818 | .6  | 1.8  | .4  | .2  | 2.8  |
| Total | Total       | 80 | 20 | 23.2 | .461 | .353 | .863 | 2.1 | 2.9  | .6  | .1  | 8.6  |